# Dayro Moreno
Dayro Mauricio Moreno Galindo (kurz Dayro Moreno; * 16. September 1985 in El Espinal) ist ein kolumbianischer Fußballspieler auf der Position eines Stürmers.

## Vereinskarriere

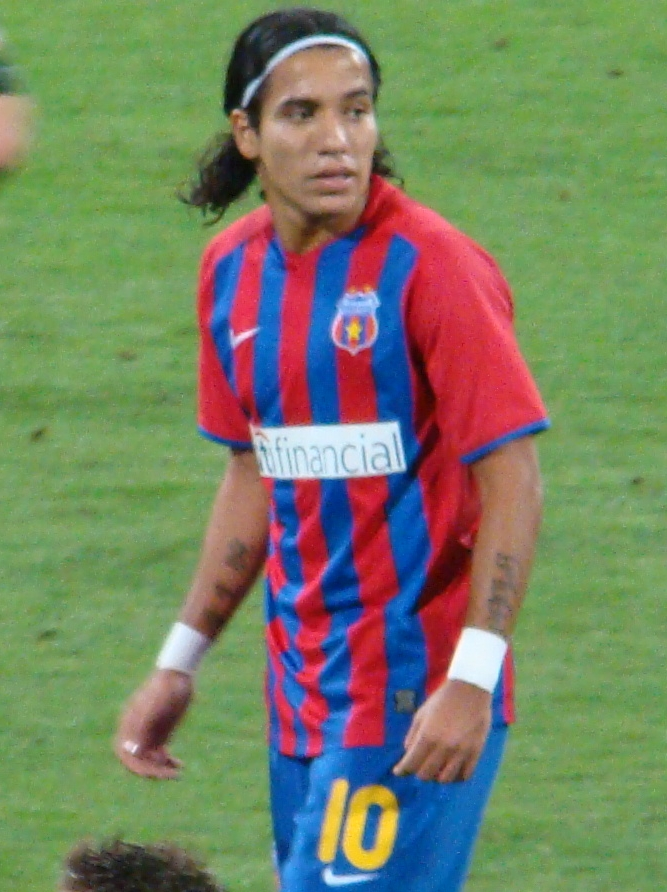
Dayro Moreno im Trikot von Steaua Bukarest

Dayro Moreno begann seine Karriere beim kolumbianischen Verein Once Caldas aus Manizales. Mit Once Caldas konnte er 2003 die kolumbianische Meisterschaft gewinnen und 2004 die Copa Libertadores. Im Januar 2007 wurde er an der brasilianischen Verein Athletico Paranaense ausgeliehen, kehrte aber nach einem halben Jahr zurück nach Kolumbien.
Nach einer guten Spielzeit 2007 mit Once Caldas, in der er Torschützenkönig wurde, wurde Dayro Moreno im Januar 2008 vom rumänischen Verein Steaua Bukarest verpflichtet. Moreno konnte sich allerdings nicht durchsetzten und spielte zeitweise nur für die zweite Mannschaft von Steaua. 2010 kehrte er zurück zu Once Caldas. Dort wurde er zum zweiten Mal kolumbianischer Meister und Torschützenkönig.
Im Juni 2011 versuchte Moreno erneut den Schritt ins Ausland und wechselt nach Mexiko zum Club Tijuana. Er blieb jedoch nur ein halbes Jahr in Mexiko und kehrte dann auf Leihbasis zurück nach Kolumbien, zunächst erneut zu Once Caldas, dann zu Junior nach Barranquilla und schließlich zu Millonarios FC in Bogotá, wo er zwei Mal in Folge Torschützenkönig der ersten kolumbianischen Liga wurde. Im Juli 2014 kehrte er zurück zum Club Tijuana. Dort wurde er zu einem Schlüsselspieler und wurde Ende 2016 in die Mannschaft der Halbserie gewählt und wurde Torschützenkönig der Liga MX.
Zur Spielzeit 2017 kehrte Moreno nach Kolumbien zurück und unterschrieb bei Atlético Nacional. Direkt in der ersten Halbserie wurde Moreno Torschützenkönig und erreichte mit Nacional die kolumbianische Meisterschaft. Trotz einer statistisch sehr erfolgreichen Zeit bei Atlético Nacional, in der er in 68 Ligaspielen 44 Tore erzielte und zweimal Torschützenkönig der kolumbianischen Liga wurde, entließ der Verein Moreno im Oktober 2018 wegen vereinsschädigenden Verhaltens.
Von Anfang 2019 bis Ende 2020 spielte Moreno beim argentinischen Verein Club Atlético Talleres. Die Saison 2021 spielte Moreno beim bolivianischen Verein Oriente Petrolero. Ab Anfang 2022 stand Moreno bei Atlético Bucaramanga unter Vertrag. Seit 2023 kickt er wieder bei Once Caldas.

## Nationalmannschaft
Dayro Moreno spielte für die U-20-Nationalmannschaft Kolumbiens und gewann mit ihr die U-20-Fußball-Südamerikameisterschaft 2005. 2007 spielte er erstmals für die kolumbianische Fußballnationalmannschaft, mit der er an der Copa América 2011 teilnahm. Nach dem Amtsantritt von José Pekerman als Nationaltrainer Kolumbiens wurde er erstmals 2016 wieder berufen und nahm an der Copa América Centenario teil.

## Erfolge

### Nationalmannschaft
- U-20-Fußball-Südamerikameisterschaft: 2005

### Verein
- Copa Libertadores: 2004
- Kolumbianischer Meister: 2003-I, 2010-II, 2017-I
- Kolumbianischer Pokalsieger: 2018

## Auszeichnungen
- Torschützenkönig der kolumbianischen Categoría Primera A (7×): 2007-II (16 Tore), 2010-II (16 Tore), 2013-II (16 Tore), 2014-I (13 Tore), 2017-I (14 Tore), 2017-II (11 Tore), 2022-I (13 Tore)
- Torschützenkönig der mexikanischen Liga MX (1×): Apertura 2016 (11 Tore)
- Torschützenkönig der Copa Colombia (1×): 2017